# Ulica Ostrów Tumski w Poznaniu
Ulica Ostrów Tumski – ulica w Poznaniu, na Ostrowie Tumskim. Rozpoczyna się przy ulicy Prymasa Stefana Wyszyńskiego, a na wysokości kościoła NMP rozwidla się. Północna odnoga otacza plac i archikatedrę, południowa biegnie obok pałacu arcybiskupiego. Obydwie łączą się za katedrą i ulica kończy się na moście Biskupa Jordana. Na całej długości jest wyłożona brukiem.

## Obiekty położone przy ulicy

### Opisane obiekty
- Bazylika archikatedralna Świętych Apostołów Piotra i Pawła w Poznaniu
- Kościół Najświętszej Marii Panny w Poznaniu
- pomnik Jana Pawła II w Poznaniu
- Psałteria w Poznaniu
- Pałac arcybiskupi

### Nie opisane zabytki
- probostwo katedralne pod numerem 3  nr rej.: A-61 z 20.02.1960[1]
- kanonia pod numerem 5a nr rej.: A-63 z 22.02.1960[1]
- kanonia Fundi Godziemba pod numerem 6  nr rej.: A-62 z 22.02.1960[1]
- kanonia pod numerem 10  nr rej.: A-64 z 22.02.1960[1]
- kanonia pod numerem 11  nr rej.: A-65 z 22.02.1960[1]
- dom pod numerem 13  nr rej.: A-179 z 20.05.1966[1]